# قیس الیعقوبی
قیس الیعقوبی (انگلیسی: Kais Yâakoubi؛ زادهٔ ۱۸ ژوئیهٔ ۱۹۶۶) بازیکن فوتبال اهل تونس است.
از باشگاه‌هایی که در آن بازی کرده‌است می‌توان به باشگاه فوتبال آفریقایی اشاره کرد. وی به همراه تیم ملی فوتبال تونس در بازی‌های المپیک تابستانی ۱۹۸۸ حضور داشته است.